# Sapsali

Provincia a nord di Gyeongsang

Il Sapsali (삽살이) o Sabsal Gae è una razza di cane a pelo lungo sudcoreana usata come cane da guardia. La parola è seguita in coreano da gae (che significa "cane") o dal suffisso ee / i, romanizzata è noto come Sapsaree che significa: cani che allontanano gli spiriti maligni e le disgrazie.

## Storia
Le prime notizie sull'esistenza di sapsaree risalgono al periodo tra il 37 a.C. e il 668 d.C.
La razza fu massacrata in gran numero dai giapponesi quando la Corea era sotto il dominio giapponese per realizzare cappotti invernali per i suoi militari in Manciuria.
Vicino all'estinzione a metà degli anni '80, la razza fu ripresa utilizzando gli otto cani rimasti; per il salvataggio furono usate avanzate tecniche di manipolazione del DNA.
Il Sapsali, proprio come il cane Jindo, è stato designato, dal governo sudcoreano, tesoro nazionale (n. 368) nel 1992.
La razza è riconosciuta in Corea dal Korean Canine Council e dal Korean Kennel Club.
Oggi la razza in purezza viene allevata solo nelle aree di Daejo-dong a nord di Seul e nella provincia di Gyeongsan in Corea del Sud.

## Caratteristiche
Il Sapsali è un cane da guardia che è stato chiamato "cane leone" per la parte superiore del corpo voluminosa e robusta e le zampe grandi e imponenti. La maggior parte dei Sapsali è di medie dimensioni e leggermente alta. 
Il suo mantello da adulto è lungo e abbondante, ed è disponibile in vari colori, tra cui sfumature solide e / o miste di grigio nero, biondo-giallastro dorato, arancio rossastro, marroni e sale e pepe. 
I suoi peli cadono sugli occhi allo stesso modo di quello del pastore inglese antico o quello del mioritic.
L'aspetto esteriore amichevole del Sapsali è abbinato alla sua innata pazienza e simpatia verso altri animali ed esseri umani.
Sono noti per essere sempre giocgerelloni in famiglia e sono stati da sempre apprezzati per la loro lealtà.